# Dylan (musikalbum 2007)
Dylan är ett samlingsalbum av Bob Dylan, utgivet 1 oktober 2007.
Albumet finns utgivet i tre versioner. Dels en vanlig enkel-CD, dels en trippel-CD och slutligen en lyxigare förpackning av trippel-CD:n.

## Låtlista
Låtarna skrivna av Bob Dylan, där inget annat namn anges.

### 1-CD versionen
1. "Blowin' in the Wind" - 2:47
2. "The Times They Are a-Changin'" - 3:13
3. "Subterranean Homesick Blues" - 2:20
4. "Mr. Tambourine Man" - 5:26
5. "Like a Rolling Stone" - 6:09
6. "Maggie's Farm" - 3:56
7. "Positively 4th Street" - 3:54
8. "Just Like a Woman" - 4:51
9. "Rainy Day Women No. 12 & 35" - 4:36
10. "All Along the Watchtower" - 2:33
11. "Lay, Lady, Lay" - 3:19
12. "Knockin' on Heaven's Door" - 2:33
13. "Tangled Up In Blue" - 5:42
14. "Hurricane" (Bob Dylan, Jacques Levy) - 8:34
15. "Make You Feel My Love" - 3:33
16. "Things Have Changed" - 5:09
17. "Someday Baby" - 4:56
18. "Forever Young" - 4:55

#### Bonus tracks
1. "Most Likely You Go Your Way and I'll Go Mine (Mark Ronson Remix)" - 3:41
2. "Most Likely You Go Your Way and I'll Go Mine" - 3:29

### 3-CD versionen

#### CD 1
1. "Song to Woody" - 2:42
2. "Blowin' in the Wind" - 2:48
3. "Masters of War" - 4:33
4. "Don't Think Twice, It's All Right" - 3:39
5. "A Hard Rain's a-Gonna Fall" - 6:51
6. "The Times They Are a-Changin'" - 3:14
7. "All I Really Want to Do" - 4:05
8. "My Back Pages" - 4:23
9. "It Ain't Me, Babe" - 3:34
10. "Subterranean Homesick Blues" - 2:19
11. "Mr. Tambourine Man" - 5:26
12. "Maggie's Farm" - 3:56
13. "Like a Rolling Stone" - 6:09
14. "It's All Over Now, Baby Blue" - 4:14
15. "Positively 4th Street" - 3:54
16. "Rainy Day Women #12 & 35" - 4:35
17. "Just Like a Woman" - 4:52
18. "Most Likely You'll Go Your Way (And I'll Go Mine)" - 3:29
19. "All Along the Watchtower" - 2:31

#### CD 2
1. "You Ain't Goin' Nowhere" - 2:44
2. "Lay Lady Lay" - 3:19
3. "If Not for You" - 2:41
4. "I Shall Be Released" - 3:03
5. "Knockin' on Heaven's Door" - 2:31
6. "On a Night Like This" - 2:58
7. "Forever Young" - 4:56
8. "Tangled Up in Blue" - 5:41
9. "Simple Twist of Fate" - 4:17
10. "Hurricane" (Bob Dylan, Jacques Levy) - 8:34
11. "Changing of the Guards" - 6:34
12. "Gotta Serve Somebody" - 5:24
13. "Precious Angel" - 6:33
14. "The Groom's Still Waiting at the Altar" - 4:05
15. "Jokerman" - 6:17
16. "Dark Eyes" - 5:07

#### CD 3
1. "Blind Willie McTell" - 5:54
2. "Brownsville Girl" (Bob Dylan, Sam Shepard) - 11:05
3. "Silvio" (Bob Dylan, Robert Hunter) - 3:07
4. "Ring Them Bells" - 3:01
5. "Dignity" - 5:37
6. "Everything Is Broken" - 3:15
7. "Under the Red Sky" - 4:10
8. "You're Gonna Quit Me" (trad. arr. Dylan) - 2:48
9. "Blood in My Eyes" (trad. arr. Dylan) - 5:04
10. "Not Dark Yet" - 6:30
11. "Things Have Changed" - 5:09
12. "Make You Feel My Love" - 3:34
13. "High Water (For Charley Patton)" - 4:04
14. "Po' Boy" - 3:07
15. "Someday Baby - 4:56
16. "When the Deal Goes Down - 5:01